# Richard Hoppin
Richard Hallowell Hoppin (ur. 22 lutego 1913, zm. 1 listopada 1991) – amerykański muzykolog, specjalizujący się w muzyce średniowiecznej.

## Życiorys
Licencjat uzyskał na Carleton College w 1936, po dwóch latach spędzonych w paryskiej Ecole Normale de Musique. Studiował także na Harvard University, gdzie otrzymał magisterium w 1938, po czym od 1938 do 1942 nauczał w Mount Union College. Po służbie wojskowej w czasie II wojny światowej powrócił do Harvardu, gdzie w 1952 uzyskał doktorat. Od 1949 do 1961 wykładał na University of Texas, a od 1961 na Ohio State University.
Hoppin zajmował się przede wszystkim muzyką średniowieczną; szczególnie zaś specjalizował się w muzyce cypryskiej XIV i XV wieku. W 1978 opublikował pracę Medieval Music, która jest jednym z podstawowych podręczników dotyczących tego okresu w historii muzyki, szczególnie na obszarze języka angielskiego.

## Książki
- The Motets of the Early Fifteenth-Century Manuscript J.II.9. in the Biblioteca Nazionale of Turin (praca doktorska, Harvard U., 1952)
- Medieval Music (New York, 1978; franc., 1991; hiszp., 2000; słowack., 2007) [wraz z towarzyszącą mu antologią]